# Edward Dmytryk
Edward Dmytryk (4 de setembre de 1908 - 1 de juliol de 1999) fou un director de cinema nord-americà d'origen ucraïnès. Dmytryk va ser un dels grans perjudicats de la llista negra de la indústria del cinema que es va crear durant el maccarthisme.
Encara que nascut en Grand Forks, el Canadà, Dmytryk va créixer a San Francisco quan els seus pares ucraïnesos es van traslladar als Estats Units. No és fins als 31 anys que es nacionalitza nord-americà. Estudia física i matemàtiques al mateix temps que comença a treballar a la Paramount com a muntador i guionista.
Les seves millors pel·lícules abans del període maccarthista van ser Foc creuat, per la qual va rebre una nominació als Oscars a la millor direcció, i Murder, My Sweet, l'adaptació cinematogràfica de la novel·la de Raymond Chandler.
Simpatitzant de l'esquerra política americana, realitza el 1943 Els nens de Hitler, una pel·lícula de suspens en forma de violenta acusació contra el feixisme que és d'altra banda prohibit a França. S'adhereix al partit comunista americà durant un any, de 1946 a 1947. Les seves conviccions li valen de figurar entre els "Deu de Hollywood" convocats pel senador Joseph MacCarthy, i de ser condemnat a un any de presó i 1.000 dòlars de multa. S'exilia a la Gran Bretanya el 1949 però torna finalment als Estats Units, dos anys després, i purga la seva pena.
Per alliberar-se de les sospites que pesen sobre ell, i cedint a la pressió, serà portat a denunciar, com Elia Kazan, diversos comunistes i simpatitzants d'esquerra d'entre els quals un dels seus amics guionistes, Adrian Scott, amb el qual ha col·laborat llargament per a la RKO. Aquest esdeveniment provoca un abans i un després en els mitjans i en l'opinió pública. Marca sens dubte un revolt major a l'obra turmentada d'Edward Dmytryk; els seus personatges ambivalents, entre crueltat i penediment, fan la seva marca de fàbrica.
Després d'aquests fets, Dmytryk treballa al costat de Stanley Kramer com a productor per realitzar El motí del Caine. Malgrat el seu exili, va treballar per als grans estudis com Columbia, 20th Century Fox, MGM i Paramount Pictures, en pel·lícules com The Left Hand of God (1955), El ball dels maleïts (1958), remake del clàssic de Josef von Sternberg i Marlene Dietrich The Blue Angel. En els seus films, van intervenir grans estrelles de l'època com Humphrey Bogart, Clark Gable, Gene Tierney, Spencer Tracy, Elizabeth Taylor, Bette Davis, Montgomery Clift o Marlon Brando.
En la dècada dels 70, la seva carrera entraria en un cert declivi pel que va optar per impartir classes a la Universitat de Texas, i a la Universitat de Califòrnia del Sud alhora que va escriure nombrosos llibres de direcció fins a la seva mort el 1999 als 90 anys.

## Reconeixements
- 1948: Millor director (nominació a l'Oscar) per Crossfire
- 1955: Millor pel·lícula (nominació als Oscars) per The Caine Mutiny
- 1955: Premi Directors Guild of America Awards (nominació) per l'assoliment destacat de la direcció en pel·lícules

## Filmografia destacada
- Els nens de Hitler (1943)
- Captive Wild Woman (1943)
- Behind the Rising Sun (1943)
- Company de la meva vida (1943)
- Història d'un detectiu (1944)
- La patrulla del coronel Jackson (1945)
- Venjança (1945)
- Fins a la fi del temps (1946)
- Foc creuat (1947)
- El franctirador (1952)
- Vuit homes de ferro (1952)
- Homes oblidats (1953)
- El motí del Caine (1954)
- Llança trencada (1954)
- El final de l'idil·li (The End of the Affair) (1954)
- Soldier of Fortune (1955)
- The Left Hand of God (1955)
- The Mountain (1956)
- L'arbre de la vida (1957)
- El ball dels maleïts (1958)
- Warlock (1959)
- La gata negra (1962)
- The Reluctant Saint (1962)
- The Carpetbaggers (1964)
- Where Love Has Gone (1964)
- Mirage (1965)
- Alvarez Kelly (1966)
- Anzio (1968)
- Shalako (1968)
- Barbablava (1972)
- The Human Factor (1975)